# Dyskografia Foster the People
Dyskografia Foster the People – indiepopowego zespołu składa się z trzech albumów studyjnych, trzech minialbumów, czternastu singli oraz jedenastu teledysków. 
Zespół zaistniał na rynku muzycznym dzięki pierwszemu singlowi „Pumped Up Kicks”, który został dobrze odebrany przez krytyków i odniósł sukces komercyjny, docierając do pierwszego miejsca w Australii i Polsce, a na liście Hot 100 do trzeciego miejsca. Singel był nominowany do nagrody Grammy w kategorii Najlepszy występ popowy w duecie/grupie. Uzyskał on też status sześciokrotnej platynowej płyty w Australii oraz w Stanach Zjednoczonych, pięciokrotnej platynowej płyty w Kanadzie, platynowej w Austrii, Niemczech i Nowej Zelandii oraz złotej płyty we Włoszech i Wielkiej Brytanii. 23 maja 2011 zespół wydał swój debiutancki album, Torches, który zajął pierwsze miejsce na liście ARIA Charts. Ponadto uzyskał status platynowej płyty w Australii i złotej w Kanadzie i Stanach Zjednoczonych. Następnymi singlami pochodzącymi z Torches były „Helena Beat”, „Call It What You Want”, „Don’t Stop (Color on the Walls)” oraz „Houdini”.

## Albumy studyjne
| Rok                                                     | Dane dot. albumu                                                                                            | Najwyższe pozycje na listach | Najwyższe pozycje na listach | Najwyższe pozycje na listach | Najwyższe pozycje na listach | Najwyższe pozycje na listach | Najwyższe pozycje na listach | Najwyższe pozycje na listach | Najwyższe pozycje na listach | Najwyższe pozycje na listach | Najwyższe pozycje na listach | Najwyższe pozycje na listach | Najwyższe pozycje na listach | Najwyższe pozycje na listach | Najwyższe pozycje na listach | Najwyższe pozycje na listach | Najwyższe pozycje na listach | Najwyższe pozycje na listach | Certyfikat                                                                         | Sprzedaż                                                         |
| Rok                                                     | Dane dot. albumu                                                                                            | USA                          | USA Alt.                     | AUS                          | AUT                          | BEL (FLA)                    | BEL (WAL)                    | CAN                          | ESP                          | FIN                          | FRA                          | GER                          | IRL                          | NLD                          | NZL                          | POL                          | SWI                          | UK                           | Certyfikat                                                                         | Sprzedaż                                                         |
| ------------------------------------------------------- | --- | ---------------------------- | ---------------------------- | ---------------------------- | ---------------------------- | ---------------------------- | ---------------------------- | ---------------------------- | ---------------------------- | ---------------------------- | ---------------------------- | ---------------------------- | ---------------------------- | ---------------------------- | ---------------------------- | ---------------------------- | ---------------------------- | ---------------------------- | ---------------------------------------------------------------------------------- | ---------------------------------------------------------------- |
| 2011                                                    | Torches - Wydany: 23 maja 2011 - Wytwórnia: Startime, Columbia Records - Format: CD, LP, digital download   | 8                            | 1                            | 1                            | 44                           | 69                           | 99                           | 7                            | –                            | –                            | 29                           | 87                           | 13                           | 53                           | 18                           | 47                           | 49                           | 12                           | - USA: platyna - AUS: platyna - CAN: platyna - FRA: złoto - POL: złoto - UK: złoto | - Świat: 2 000 000+ - AUS: 70 000+ - CAN: 80 000+ - FRA: 70 000+ |
| 2014                                                    | Supermodel - Wydany: 18 marca 2014 - Wytwórnia: Columbia Records - Format: CD, LP, digital download         | 3                            | 1                            | 8                            | –                            | 93                           | 104                          | 4                            | 70                           | 50                           | 51                           | –                            | 24                           | 57                           | 17                           | 16                           | 17                           | 26                           |                                                                                    | - USA: 54 000                                                    |
| 2017                                                    | Sacred Hearts Club - Wydany: 21 lipca 2017 - Wytwórnia: Columbia Records - Format: CD, LP, digital download | 47                           | 8                            | 71                           | –                            | –                            | –                            | 54                           | 84                           | –                            | 180                          | –                            | –                            | 85                           | –                            | –                            | –                            | –                            |                                                                                    |                                                                  |
| „–” oznacza, że album nie był notowany na danej liście. | |                              |                              |                              |                              |                              |                              |                              |                              |                              |                              |                              |                              |                              |                              |                              |                              |                              |                                                                                    |                                                                  |

## EP
| Rok  | Dane dot. albumu |
| ---- | --- |
| 2011 | Foster the People - Wydany: 18 stycznia 2011 - Wytwórnia: Startime International, Columbia Records - Format: digital download |
| 2014 | Spotify Sessions - Wydany: 15 kwietnia 2014 - Wytwórnia: Columbia Records - Format: streamed audio                            |
| 2017 | III - Wydany: 27 kwietnia 2017 - Wytwórnia: Columbia Records - Format: streamed audio                                         |

## Single
| 2010                                                     | „Pumped Up Kicks”                 | 3   | 1  | 3  | 1  | 3 | 3  | 10  | 9 | 11 | 35 | 6 | 1 | 17 | 18  | - USA: 6× platyna - AUS: 6× platyna - AUT: platyna - CAN: 5× platyna - GER: platyna - ITA: złoto - NZL: platyna - UK: złoto | Torches            |
| 2011                                                     | „Helena Beat”                     | 121 | 9  | 15 | 74 | – | 70 | –   | – | –  | –  | – | – | –  | –   | - CAN: złoto | Torches            |
| 2011                                                     | „Call It What You Want”           | –   | –  | –  | 39 | – | –  | –   | – | –  | –  | – | – | –  | 139 | - AUS: złoto | Torches            |
| 2012                                                     | „Don’t Stop (Color on the Walls)” | 86  | 5  | 8  | –  | – | 56 | 121 | – | –  | –  | – | – | –  | –   | - USA: złoto - CAN: złoto                                                                                                   | Torches            |
| 2012                                                     | „Houdini”                         | –   | –  | 37 | –  | – | –  | –   | – | –  | 98 | – | – | –  | –   | | Torches            |
| 2014                                                     | „Coming of Age”                   | 103 | 4  | 14 | 64 | – | 69 | –   | – | –  | –  | – | – | –  | 158 | | Supermodel         |
| 2014                                                     | „Pseudologia Fantastica”          | –   | –  | 31 | –  | – | –  | 118 | – | –  | –  | – | – | –  | –   | | Supermodel         |
| 2014                                                     | „Best Friend”                     | 119 | 15 | 21 | –  | – | 86 | 150 | – | –  | –  | – | – | –  | –   | | Supermodel         |
| 2014                                                     | „Are You What You Want to Be?”    | –   | –  | 42 | –  | – | –  | –   | – | –  | –  | – | – | –  | –   | | Supermodel         |
| 2017                                                     | „Doing It for the Money”          | –   | 14 | 37 | –  | – | –  | –   | – | –  | –  | – | – | –  | –   | | Sacred Hearts Club |
| 2017                                                     | „Loyal Like Sid & Nancy”          | –   | –  | –  | –  | – | –  | –   | – | –  | –  | – | – | –  | –   | | Sacred Hearts Club |
| 2017                                                     | „Sit Next to Me”                  | 42  | 3  | 5  | –  | – | 68 | –   | – | –  | –  | – | – | –  | –   | - USA: platyna - CAN: złoto                                                                                                 | Sacred Hearts Club |
| 2018                                                     | „Worst Nites”                     | –   | 12 | 18 | –  | – | –  | –   | – | –  | –  | – | – | –  | –   | | —                  |
| 2019                                                     | „Style”                           | –   | –  | –  | –  | – | –  | –   | – | –  | –  | – | – | –  | –   | | —                  |
| „–” oznacza, że singel nie był notowany na danej liście. |                                   |     |    |    |    |   |    |     |   |    |    |   |   |    |     | |                    |

## Teledyski
| Rok  | Singel                            | Reżyser                         |
| ---- | --------------------------------- | ------------------------------- |
| 2011 | „Pumped Up Kicks”                 | Josef Geiger                    |
| 2011 | „Helena Beat”                     | Ace Norton                      |
| 2011 | „Call It What You Want”           | Ace Norton                      |
| 2011 | „Don’t Stop (Color on the Walls)” | Daniels                         |
| 2012 | „Houdini”                         | Daniels                         |
| 2014 | „Coming of Age”                   | BRTHR                           |
| 2014 | „Best Friend”                     | Ben Brewer                      |
| 2014 | „Pseudologia Fantastica”          | Mark Foster                     |
| 2017 | „Doing It for the Money”          | Daniel Henry                    |
| 2017 | „Sit Next to Me”                  | Fourclops & Brinton Bryan       |
| 2018 | „Worst Nites”                     | Mark Foster and Josh Hutcherson |